# Anyphops lawrencei
Anyphops lawrencei là một loài nhện trong họ Selenopidae.
Loài này thuộc chi Anyphops. Anyphops lawrencei được Carl Friedrich Roewer miêu tả năm 1951.